# آستون مارتین وی۸

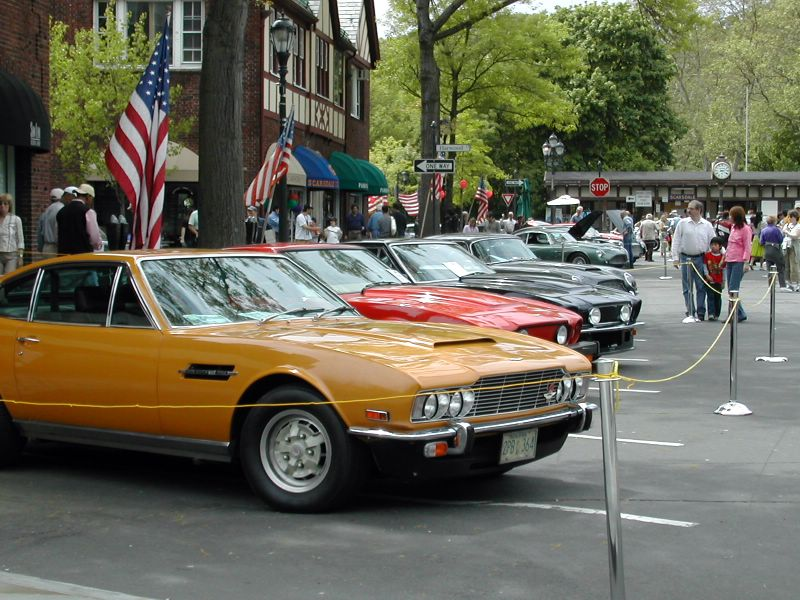

آستون مارتین وی۸ (Aston Martin V۸) خودرویی است که در سال‌های ۱۹۶۹–۱۹۸۹> ۴،۰۲۱ built 
(incl. Vantage & Volante)تولید شده‌است.
این خودرو در کلاس خودرو GT قرار گرفته، طراحی آن خودروهای موتور جلو-محور عقب بوده طول آن در حالت طبیعی ۴٬۵۸۵ میلیمتر (۱۸۰٫۵ اینچ)، عرض آن در حالت طبیعی ۱٬۸۳۰ میلیمتر (۷۲٫۰ اینچ) و ارتفاع آن در حالت طبیعی ۱٬۳۳۰ میلیمتر (۵۲٫۴ اینچ) است.